# Edward Żebrowski (reżyser)
Edward Żebrowski, właśc. Edward Bernstein (ur. 26 lipca 1935 w Warszawie, zm. 13 lutego 2014 tamże) – polski reżyser, scenarzysta i aktor filmowy. Twórca filmów dokumentalnych i fabularnych, autor scenariuszy filmowych.

## Życiorys
Urodził się w rodzinie Ludwika Bernsteina (1897–1989) i Anny z domu Żebrowskiej, która była córką lekarza Edwarda Żebrowskiego. Jego rodzice pobrali się w 1933. Ojciec był do 1934 zawodowym wojskowym – rotmistrzem 7. Pułku Ułanów, ukończył Szkołę Główną Gospodarstwa Wiejskiego. Matka ukończyła konserwatorium muzyczne i szkołę handlową. Do wybuchu II wojny światowej mieszkał w majątku rodzinnym w Lasocinie, w okresie okupacji niemieckiej m.in. w Bratoszewicach, gdzie jego ojciec pracował jako ekonom.
Po wojnie mieszkał początkowo w Lęborku, następnie w Poznaniu, gdzie w wieku 15 lat zdał egzamin maturalny. W czasie nauki szkolnej trenował boks. Po ukończeniu szkoły pracował początkowo jako robotnik w Fabryce Pojazdów Szynowych H. Cegielskiego. W 1955 rozpoczął studia polonistyczne na Uniwersytecie Warszawskim, jednak po roku przerwał studia, następnie studiował krótko filozofię oraz w Państwowej Wyższej Szkole Teatralnej w Warszawie, jednak także tych studiów nie ukończył. W 1957 publikował stały felieton w Tygodniku Zachodnim, był także kierownikiem literackim w Teatrze im. Stefana Jaracza w Olsztynie (1958–1959) oraz kierownikiem działu krajowego w piśmie „Od Nowa” (do 1960). W latach 50. przyjaźnił się z Markiem Hłaską, który uwiecznił go w książce Piękni dwudziestoletni jako towarzysza swoich podróży po Polsce.
Na początku lat 60. pracował w Studiu Małych Form Filmowych. Od 1962 studiował w Państwowej Wyższej Szkole Teatralnej i Filmowej w Łodzi, którą ukończył w 1965, broniąc pracę magisterską Semantyczne zagadnienia dzieła filmowego. Przyczynek do teorii budowy postaci człowieka na ekranie. W czasie studiów nakręcił wspólnie z Bogdanem Dziworskim trzy etiudy: Tombola – pastisz kina niemego, Szkoła uczuć – dokumentalny film opowiadający o walce bokserskiej oraz fabularny Wieczór, w którym zagrał Leon Niemczyk. Po ukończeniu studiów zrealizował dokumenty o tematyce sportowej: Maraton i Skok (bohaterem tego drugiego był tyczkarz Włodzimierz Sokołowski). Od lat 60. pisał także wspólnie z Krzysztofem Zanussim scenariusze filmowe, zebrane w tomie Nowele filmowe (wyd. 1976).
W grudniu 1965 został razem z Ireneuszem Iredyńskim aresztowany pod sfingowanym zarzutem usiłowania gwałtu i 27 stycznia 1966 skazany razem z nim na karę 3 lat pozbawienia wolności (być może było to wynikiem prowokacji wymierzonej w Iredyńskiego). Został osadzony w Zakładzie Karnym w Sztumie i przedterminowo zwolniony po ośmiu miesiącach odbywania kary. Pod koniec lat 60. przyjął nazwisko panieńskie matki.
Po opuszczeniu zakładu karnego znalazł się w Zespole Filmowym „Tor”, w ramach którego współpracował z Krzysztofem Zanussim. Na podstawie ich wspólnych scenariuszy K. Zanussi nakręcił filmy Twarzą w twarz (1967), Zaliczenie (1968), Góry o zmierzchu (1970), Za ścianą (1971). Współpracował także przy pisaniu scenariusza Struktury kryształu (1969) – w napisach końcowych zaznaczono przy jego nazwisku – współpraca literacka. W 1970 nakręcił dla Telewizji Polskiej filmy Dzień listopadowy, będący ekranizacją prozy Jarosława Iwaszkiewicza (główną rolę zagrał Leszek Herdegen) oraz Szansa, dziejąca się w szpitalu historia, w której bohater (w tej roli Zbigniew Zapasiewicz) odwiedzający kolegę w szpitalu decyduje się pod wpływem impulsu oddać nerkę nieznajomemu pacjentowi. W 1972 był scenarzystą Wysp szczęśliwych w reżyserii Stanisława Brejdyganta. W tym samym roku debiutował także pełnometrażowym filmem Ocalenie, w którym główną rolę zagrał Zbigniew Zapasiewicz. Film opowiadał historię zaatakowanego chorobą naukowca, który oczekuje na przeszczep nerki.
W 1975 wyreżyserował wspólnie z K. Zanussim według ich wspólnego scenariusza film Miłosierdzie płatne z góry. W tym czasie rozpoczął także współpracę z Michałem Komarem, z którym w 1975 napisał niezrealizowany scenariusz Traktat, opowiadający historię żołnierza z czasów wojny napoleońskiej.
W 1977 razem z Andrzejem Kijowskim napisał scenariusz do filmu Stanisława Różewicza Pasja, poświęconego epizodowi z życia Edwarda Dembowskiego. W 1978 nakręcił swój drugi pełnometrażowy film fabularny Szpital Przemienienia, będący adaptacją powieści Stanisława Lema. Scenariusz do tego filmu napisał wspólnie z Michałem Komarem, główną rolę zagrał Piotr Dejmek. W 1980 nakręcił swój trzeci i ostatni zarazem pełnometrażowy film W biały dzień, według prozy Władysława Terleckiego, który wspólnie z reżyserem napisał także scenariusz, inspirowany sprawą Stanisława Brzozowskiego, z Michałem Bajorem w roli głównej. Otrzymał za niego Srebrne Lwy Gdańskie na 8. Festiwalu Polskich Filmów Fabularnych w Gdańsku. Po 1980 zaprzestał – z powodu postępującej od lat 60. choroby Buergera i skutków doznanego w 1975 wylewu – reżyserowania filmów. Był natomiast współautorem scenariuszy dalszych filmów K. Zanussiego: Niedostępna (1982) i Dotknięcie ręki (1992).
W latach 1978–1980 był przewodniczącym sekcji filmu fabularnego Stowarzyszenia Filmowców Polskich, w latach 1981–1984 przewodniczącym Polskiej Federacji Dyskusyjnych Klubów Filmowych (1981–1984). W latach 1979–1984 i 1989–1991 wykładał na Wydziale Telewizji Uniwersytetu Śląskiego w Katowicach. Wspólnie z Krzysztofem Kieślowskim prowadził także w latach 80. warsztaty w Berlinie Zachodnim, Berneńskiej Szkole Teatralnej, a na zaproszenie Wojciecha Marczewskiego w Narodowej Szkole Filmowej i Telewizyjnej w Kopenhadze. W dalszym ciągu pisał scenariusze filmowe (m.in. z Michałem Komarem – Błogosławiona wina na podstawie prozy Zofii Kossak, Ciuciubabka o uwolnieniu aresztowanych po ogłoszeniu stanu wojennego liderów NSZZ „Solidarność” i KSS KOR, Obok siebie (opublikowany w 1987 w Dialogu)). Współpracował także ze Szkołą Wajdy.
Na początku lat 60. ożenił się z Barbarą Lisowską, jego drugą żoną była Małgorzata Jaworska.
Zmarł na raka płuc. Pochowany na cmentarzu ewangelicko-augsburskim przy ul. Młynarskiej w Warszawie (kwatera AL48-1-1).

## Filmografia

### Filmy dokumentalne
- Maraton (1965)
- Skok (1966)

### Filmy fabularne (reżyser)
- Szansa (1970, dla TVP)
- Dzień listopadowy (1971, dla TVP)
- Ocalenie (1972)
- Miłosierdzie płatne z góry (1975) – z Krzysztofem Zanussim
- Szpital Przemienienia (1978, na podstawie powieści Stanisława Lema o tym samym tytule)
- W biały dzień (1980)

## Nagrody i wyróżnienia
- Nagroda za film dokumentalny i nagroda publiczności Festiwalu Etiud PWSFTviT w Warszawie za etiudę Szkoła uczuć (1964)
- Nagroda im. Andrzeja Munka za debiut filmowy – film Ocalenie (1972)
- Syrenka Warszawska (nagroda Klubu Krytyki Filmowej SDP) w kategorii „najlepszy film fabularny” (za film Ocalenie) przyznana podczas V Lubuskiego Lata Filmowego w Łagowie (1973)
- Wyróżnienie Specjalne na XVIII Międzynarodowym Festiwalu Filmowym w Valladolid za film Ocalenie (1973)
- Nagroda specjalna jury Międzynarodowego Festiwalu Filmów Czerwonego Krzyża i Ochrony Zdrowia w Warnie za film Ocalenie (1973)
- TV Awards Srebrna Plakietka na X Międzynarodowym Festiwalu Filmowym w Chicago za film Ocalenie (1974)
- Nagroda PF DKF „Don Kichot” za film Szpital Przemienienia (1979)
- I wyróżnienie na XXXII Międzynarodowym Festiwalu Filmowym w Locarno za film Szpital Przemienienia (1979)
- Nagroda Główna „Srebrne Lwy Gdańskie” na 6. Festiwalu Polskich Filmów Fabularnych w Gdańsku za film Szpital Przemienienia (1981)
- Nagroda specjalna jury Międzynarodowego Festiwalu Filmów Czerwonego Krzyża i Ochrony Zdrowia w Warnie za film Szpital Przemienienia (1981)
- Nagroda Główna „Srebrne Lwy Gdańskie” na 8. Festiwalu Polskich Filmów Fabularnych w Gdańsku za film W biały dzień (1981)
- Nagroda Ministra Kultury i Sztuki I stopnia w dziedzinie filmu za twórczość scenariopisarską i reżyserską (1981)
- Medal ZAiKS-u (2009, 2012)[41]
- Nagroda „Pióro Mistrza” za całokształt twórczości scenariuszowej na Festiwalu Lato Filmów w Warszawie (2011)

Źródło:.